# Omerbegovača
Omerbegovača (srbsky Омербеговача) je vesnice, nacházející se na severovýchodě Bosny a Hercegoviny v distriktu Brčko. Je de facto předměstím města Brčko, jelikož zastavěná oblast vesnice těsně sousedí s jeho čtvrtí Dizdaruša. V roce 2013 žilo ve vesnici 1 074 obyvatel, přičemž počet obyvatel již od roku 1971 pravidelně roste. Většina obyvatel (91,53 %) se označila při sčítání obyvatel za Bosňáky, 84 obyvatel (7,82 %) se označilo za Chorvaty, jeden člověk se označil za Bosňana, jeden člověk se ke své národnosti nevyjádřil a národnost pěti lidí zůstala neurčitá.
Omerbegovača leží u břehu potoka Zovičica (pravostranný přítok řeky Brky). Kolem vesnice prochází silnice M-14.1, která slouží jako obchvat Brčka. Obyvatelstvo je islámsky založené; ve vesnici se nachází mešita. Sousedními vesnicemi jsou Boće, Boderište a Potočari, sousedním městem Brčko.